# تأثير إي إم سي
تأثير إي إم سي هو مصطلح يُطلق على ظاهرة غير متوقعة، وهي أن مقطع التصادم في حالة التشتت العميق غير المرن يختلف عن تصادم نفس العدد من البروتونات والنيوترونات الحرة (التي يُشار إليها مجتمعة بالنوية). ومن خلال تلك الملاحظة، بإمكاننا استنتاج أن توزيعات زخم الكواركات في النويات المحصورة داخل الأنوية يختلف عن توزيعات الزخم في حالة النويات الحرة. رُصد هذا التأثير أول مرة عام 1983 في سيرن بفضل فريق تعاون الميون الأوروبي، ومن هنا جاءت التسمية «إي إم سي». كانت تلك النتيجة غير متوقعة نظرًا إلى أن متوسط طاقة ارتباط البروتونات والنيوترونات داخل الأنوية يمثل نسبة صغيرة جدًا بالمقارنة بالطاقة المنتقلة من خلال تفاعلات التشتت العميق غير المرن التي تستخدم في قياس توزيعات الكواركات. على الرغم من نشر 1000 ورقة علمية عن هذا الموضوع وظهور فرضيات عديدة لتفسير تلك الظاهرة، لا يوجد حتى الآن تفسير قاطع لهذا التأثير. يُعد تحديد السبب الكامن وراء تأثير إي إم سي أحد أكبر المعضلات غير المحلولة حتى الآن في مجال الفيزياء النووية.

## خلفية
تمثل البروتونات والنيوترونات (التي تُعرف مجتمعة بالنوية) مكونات نواة الذرة، وهي المادة النووية الموجودة داخل النجوم النيوترونية على سبيل المثال. البروتونات والنيوترونات هي بدورها جسيمات مركبة تتكون من الكواركات والغلونات، وهو ما اكتُشف في أواخر الستينات في مختبرات مركز ستانفورد للمسرعات الخطية باستخدام تجارب التشتت العميق غير المرن (ولأجل ذلك الاكتشاف، مُنحت جائزة نوبل في الفيزياء في عام 1990). وفي تلك التجربة يستخدم الباحثون مسبارًا (في العادة يكون عبارة عن إلكترون متسارع) لكي يتشتت بعد اصطدامه بأحد الكواركات داخل النوية. ويمكن تحديد توزيع الكواركات داخل النوية من خلال قياس مقطع التصادم في تلك التجربة. تُوصف تلك التوزيعات فعليًا بدلالة متغير واحد (يُعرف بمعامل بيوركن-إكس)، وهو يعبر عن جزء الزخم الخاص بالكوارك المصتدم به. سمحت تجارب تشتت الإلكترون بعد اصطدامه بالبروتون بقياس توزيع الكواركات في البروتونات عبر نطاق واسع من قيم بيوركن-إكس الذي يعبر عن احتمال وجود كوارك جزء الزخم الخاص به يساوي x داخل البروتون.

## تاريخ التجارب
في عام 1983 نشر فريق تعاون الميون الأوروبي نتائج تجربة أجريت في سيرن، وفيها قاس الباحثون تفاعل التشتت العميق غير المرن عن طريق تصادم ميونات ذات طاقة عالية مع أهداف من ذرات الحديد والديوتريوم. وكان من المتوقع أن ناتج قسمة مقطع تصادم الحديد بمقطع تصادم الديوتريوم مضروبًا في 28 (نواة الحديد-56 تحتوي على 28 ضعف نويات الديوتريوم) يساوي الواحد الصحيح تقريبًا. ولكن عوضًا عن ذلك، أظهرت البيانات انخفاض ميل الخط المستقيم في المنطقة (0.3 < x < 0.7)، ويصل ميل الخط إلى أدنى قيمة له (0.85) عند أكبر قيمة للمتغير x. ويعد هذا الميل المتناقص السمة المميزة لتأثير إي إم سي. يُشار إلى معدل تغير مقطع التصادم في المنطقة (0.3 < x < 0.7) بحجم تأثير إي إم سي بالنسبة لنواة معينة. ومنذ ذلك الحين قيس تأثير إي إم سي عبر نطاق واسع من الأنوية في عدة مختبرات مختلفة وباستخدام مسبارات مختلفة. ومن بين الأمثلة البارزة على تلك التجارب تجربة إي 139 في مختبر مركز ستانفورد، حيث تم قياس حجم التأثير في أنوية الهيليوم، والبيريليوم، والكاربون، والألومنيوم، والكالسيوم، والحديد، والفضة، والذهب؛ وأظهرت نتائج التجربة أن حجم هذا التأثير يزداد بزيادة الحجم الذري. اهتمت تجربة 03-103 في مختبر جيفرسون بقياس مدى التأثير في الأنوية الخفيفة بدقة عالية، ووُجد أن حجم هذا التأثير يتناسب مع الكثافة النووية المحلية عوضًا عن متوسط الكثافة النووية.

## التفسيرات المحتملة
يُعد ذلك التأثير أمرًا مثيرًا للدهشة بسبب اختلاف نطاقات طاقة الترابط النووي عن طاقة التشتت العميق غير المرن. تكون طاقات ترابط النويات في النواة في حدود 10 ميغا إلكترون فولت في العادة، بينما يصل مقدار الطاقة المتنقلة في حالة التشتت إلى بضعة غيغا إلكترون فولت. ما يعني أن تأثيرات الترابط النووي ضئيلة للغاية في حالة قياس توزيعات الكواركات. طرح العلماء عدة فرضيات بشأن سبب تأثير إي إم سي. اُستبعدت عدة فرضيات قديمة مثل حركة فيرمي، والنيونات النووية، وغيرها. أما الآن فتندرج الفرضيات الحديثة الممكنة إلى نوعين: التعديل متوسط المجال، والأزواج المترابطة قصيرة المدى.

### التعديل متوسط المجال
تقترح فرضية التعديل متوسط المجال أن البيئة النووية تؤدي إلى تعديل بنية النوية. ولتوضيح ذلك علينا أن ندرك أن الكثافة المتوسطة داخل المادة النووية تساوي 0.16 نوية لكل فيمتومتر مكعب. إذا كانت النواة على هيئة كرة صلبة فسوف يصبح نصف قطرها 1.1 فيمتومتر، ما يجعل الكثافة النووية 1.3 نوية لكل فيمتومتر مكعب، على اعتبار أن الأنوية مرصوصة بطريقة مثالية. تتسم المادة النووية بشدة كثافتها، وقد يؤدي اقتراب النويات من بعضها إلى تفاعل الكواركات مع بعضها مباشرةً. تتنبأ نماذج متوسط المجال بأن بنيات جميع النويات تتعرض للتغير بدرجة ما، وأن هذا التأثير يتسق مع ظاهرة زيادة تأثير إي إم سي مع حجم النواة، ومع الكثافة المحلية، إلى جانب وصول هذا التأثير إلى درجة التشبع في حالة الأنوية الكبيرة للغاية. يُخطط لاختبار تلك الفرضية كجزء من برنامج مختبر جيفرسون.

### الارتباطات قصيرة المدى
عوضًا عن الافتراض القائل بأن جميع الأنوية تغير بنيتها بصفة أو بأخرى، تقترح فرضية الارتباطات قصيرة المدى أن معظم النويات لا تتعرض إلى أي تغيير، بينما تتعرض بعض النويات إلى تغيرات جسيمة. أكثر النويات تعرضًا لذلك هي النويات التي تشكل أزواجًا مترابطة قصيرة المدى. وُجد أن 20% من النويات تقريبًا (في حالة الأنوية متوسطة الحجم وكبيرة الحجم) في أي لحظة من اللحظات تشكل جزءًا من الأزواج المترابطة قصيرة المدى مع وجود تداخل مكاني ملحوظ مع النوية المناظرة. ثم ترتد أزواج النويات مبتعدة عن بعضها بزخم يصل مقداره إلى بضعة مئات مليون إلكترون فولت مقسومة على سرعة الضوء، وهو زخم أكبر من زخم فيرمي، ما يعني أن تلك النويات تتميز بأعلى زخم من بين جميع النويات داخل النواة. تقترح فرضية الارتباطات قصيرة المدى أن تأثير إي إم سي ينبع من التغيرات الجسيمة التي تعتري نويات الأزواج المترابطة ذات الزخم العالي. تلك الفرضية مدعمة بالأدلة، ومن بينها ظاهرة التناسب الخطي بين حجم تأثير إي إم سي وكثافة الأزواج المترابطة قصيرة المدى. تتنبأ تلك الفرضية بتزايد تغير بنية النوية مع زيادة زخم النوية، وتم التحقق من صحة تلك النتيجة باستخدام أساليب الارتداد في تجارب مختبر جيفرسون. تشير النتائج إلى وجود أدلة قوية تدعم فرضية الارتباطات قصيرة المدى.